# A Lenda dos Defensores de Atena
Saint Seiya: Shinku no Shōnen Densetsu (聖闘士星矢 真紅の少年伝説, lit: "Saint Seiya: A Lenda do Jovem Carmesim") (no Brasil: A Lenda dos Defensores de Atena, também conhecido como Os Cavaleiros do Zodíaco — O Filme), foi o terceiro filme da franquia Os Cavaleiros do Zodíaco, lançado em 1988. O filme teve um grande sucesso tanto no Japão quanto no Brasil, sendo uma das maiores bilheterias da franquia. No Brasil, foi lançado em 14 de julho de 1995, tendo vendido 1.048.203 ingressos em seu total de bilheteria.
Foi lançado em VHS pela Flashstar Home Vídeo na época da primeira exibição do anime no Brasil. Posteriormente, foi redublado e lançado em DVD.
Uma curiosidade é que somente neste e no primeiro filme, O Santo Guerreiro, os personagens foram elaborados pelo próprio criador, Masami Kurumada, sendo que no primeiro filme, somente os Cavaleiros foram elaborados por ele.

## História
Abel, filho de Zeus e irmão de Athena, é apresentado como outro deus do sol (na mitologia grega o verdadeiro deus do sol é Apolo). Abel tenta destronar seu pai e se tornar o deus dos deuses, mas foi derrotado por Zeus e Apolo. Após a morte de Abel, os deuses apagaram todos os registros de sua existência como punição, para que as gerações vindouras jamais soubessem de sua existência.
Porém, devido às blasfêmias humanas nos dias atuais, os deuses revivem Abel, dando-lhe a missão de destruir a humanidade e devolver a Terra para o domínio do Olimpo. 
Abel, então, revive três cavaleiros que o serviram na era mitológica. Todos eles são protegidos por armaduras feitas da Coroa do Sol, por Abel. Os Cavaleiros de Ouro mortos na saga das doze casas também são ressuscitados para que lhe ajudem na sua missão.
Após reencontrar Athena, Abel diz que irá levá-la ao Santuário da coroa do sol com seus guerreiros, o que a leva a abandonar os Cavaleiros de Bronze. Saori no começo mente para Abel, dizendo que aceita a destruição da Terra pelos deuses, mas depois ataca Abel e acaba sendo morta por seu irmão que diz que levará sua alma até os Campos Elísios.
Inconformados com a morte de Athena, os cavaleiros decidem enfrentar os ressuscitados Cavaleiros de Ouro e os Cavaleiros da Coroa do Sol, mesmo que isso signifique pecar contra os deuses. Saga, Shura e Camus decidem lutar por Athena e acabam sendo mortos pelos guerreiros de Abel. Máscara da Morte e Afrodite permanecem fiéis a Abel, mas são derrotados por Shiryu e Ikki, respectivamente.
Ao contrário do que foi dito na revista "Herói" que saiu no Brasil na década de 1990, Abel não tem ligação alguma com o personagem da mitologia babilônica. Ele é um personagem inventado especialmente para o filme, inspirado em relatos de mitologia que diziam que Zeus teria um filho que o superaria se nascesse, sendo Zeus obrigado a impedir o nascimento de tal filho.
O filme antecipa acontecimentos da Saga de Poseidon (Hyoga e Shiryu vestindo armaduras de ouro), e da Saga de Hades (ressurreição dos cavaleiros de ouro).

## Personagens

### Abel
- Nome em Japonês: アベル
- Origem do Nome: Termo não definido ao certo, provável alusão ao personagem biblico Abel, do hebraico "Nada", fazendo referência ao que Abel seria para a história "Um Nada"; ou uma alusão a Bel, do acádio "Senhor", cognata do hebraico Baal e do grego Belus, o deus do sol no Oriente Médio.
- Referência: Abel ou Bel
- Local de Nascimento: Grécia
- Data de Nascimento: Desconhecido
- Título: Febo, Deus Sol
- Reencarnação Atual: Corpo próprio
- Guerreiros Protetores: Cavaleiros da Coroa do Sol
- Golpe: Coroa Infinita do Sol (Infinity Sun): Abel lança uma rajada de luz verde no adversário que tira a força vital.
- Histórico: Febo Abel, antigo deus sol, que no passado mesmo sendo filho de Zeus seu poder era semelhante ao de seu Onipotente Pai. Numa estratégia para governar a Terra, que era uma comunidade e propriedade dos deuses, ele mesmo assumiu o posto de Deus do Sol; e com o tempo fez com que outros deuses como seu pai Zeus e seu irmão Apolo tivessem medo de suas ambições e fúria. Portanto Zeus e Apolo o eliminaram deixando o no esquecimento da história. Na época atual, ressurge em nome dos deuses do Olimpo, a fim de varrer a humanidade da Terra e devolvê-la nas mãos dos deuses.
- Obs.: Abel teve seu visual elaborado pelo próprio criador da série Masami Kurumada.

Combateu
Seiya com a Armadura de Sagitário, Shiryu com a Armadura de Libra e Hyoga com a Armadura de Aquário
Derrotado por
Seiya com a Armadura de Sagitário

### Cavaleiros da Coroa do Sol
Cavaleiros da Coroa do Sol são os três guerreiros que protegiam o deus Abel. Seus poderes são superiores aos dos Cavaleiros de Ouro, não pertencendo a nenhuma classe de Cavaleiros, seja bronze, prata ou ouro, determinadas pelo Santuário. As armaduras que vestem são armaduras da Coroa do Sol, concedidas pelo próprio deus Abel.

#### Atlas de Carina
- Nome em Japonês: アトラス
- Origem do Nome: Do grego, Forte Sustentador. Referência ao titã Atlas, aquele que foi condenado a carregar o mundo nas costas.
- Referência: Atlas
- Armadura: Carina
- Golpes: Coroa de Fogo (Burning Corona): Atlas cria uma galáxia de fogo e dispara contra o seu adversário. O golpe é capaz de queimar e destruir a armadura do seu inimigo.
- Descrição: "O invecível guerreiro das chamas!"
- Histórico: Atlas é o cavaleiro da constelação de Carina, o mais forte Cavaleiro da Coroa do Sol. Impõe respeito só pela sua postura agressiva. Logo no primeiro encontro com os Cavaleiros de Athena, ele humilha Seiya de Pégaso, obrigando-o a se ajoelhar perante o deus Abel. No final, Atlas luta contra os cinco cavaleiros de bronze e vence um por um (exceto Ikki). Porém, o Cavaleiro da constelação de Carina não conseguiu ser páreo para Seiya de Pégaso trajando a armadura de ouro de Sagitário, juntamente com Shiryu e Hyoga com as armaduras de libra e Aquário, sendo derrotado com um Cometa de Pégaso.

Combateu
Shura de Capricórnio, Camus de Aquario, Seiya de Pégaso, Shiryu de Dragão, Hyoga de Cisne, Shun de Andrômeda e Ikki de Fênix
Derrotado por
Seiya de Pégaso com a armadura de ouro de Sagitário

#### Jaô de Lince
- Nome em Japonês: ジャオウ
- Origem do Nome: Termo não definido ao certo, possível referência a Yaw (Jaô), do aramaico "Lua", deus fenício da lua e do mar.
- Referência: Yaw
- Armadura: Lince
- Golpes: Hércules Reluzente (Shining Hell Claw): Com a agilidade de uma verdadeira lince, Jaô parte para cima do seu adversário com um golpe de fogo.
- Descrição: "A besta do fogo com os punhos que rasgam as trevas!"
- Histórico: Jaô de Lince tem um poder semelhante ao dos Cavaleiros de Ouro. Lutou e venceu com certa facilidade o Cavaleiro de Ouro Shura de Capricórnio, quando este se revoltou ao ver Abel matando a deusa Athena. Demonstrou ser um cavaleiro um tanto quanto prepotente, talvez pelo fato de confiar demais no seu poder e achar que poderia vencer qualquer combate a qualquer momento. Quando iria enfrentar Seiya de Pégaso, foi provocado pelo Cavaleiro de Ouro Saga de Gêmeos e acabou aceitando o desafio. Como Saga estava muito ferido, Jaô achou que venceria a luta facilmente porém ambos acabaram mortos. Se questiona se ele era ou não o mais poderoso guerreiro de Abel, já que não se sabe se Gêmeos não o tivesse o vencido como teria sido o confronto dele com Seiya e os Cavaleiros do Zodíaco.

Combateu
Shura de Capricórnio e Saga de Gêmeos
Venceu
Shura de Capricórnio
Derrotado por
Saga de Gêmeos (Que também morre no processo)

#### Berengue de Coma de Berenice
- Nome em Japonês: ベレニケ
- Origem do Nome: Do grego, Portadora da Vitória.
- Referência: Berenice
- Armadura: Coma Berenices
- Golpes: Cabelos dourados da morte (Golden Death Hair): Berengue lança vários fios de cabelo, que prendem o inimigo. É capaz de estrangular o seu adversário mas os cabelos também pode queimá-lo até os ossos.
- Descrição: "Os fios de cabelo dourado que centilam o vento!"
- Histórico: Berengue é um cavaleiro da Coroa do Sol que serve com lealdade o deus Abel. Aparentemente não é um cavaleiro com personalidade má porém ele luta contra os Cavaleiros de Athena para proteger Abel. Foi ele que apresentou os Cavaleiros de Ouro novamente para os Cavaleiros de Bronze, causando espanto em Seiya e seus amigos. Chegou a derrotar Shiryu logo que o Dragão venceu Máscara da Morte. Por ser muito orgulhoso e não aceitar desaforos, lutou contra Hyoga de Cisne quando este não quis construir um túmulo de gelo para Athena, desafiando Abel. Logo depois revela que matou seu mestre Camus, causando muita raiva para Hyoga. Foi vencido com o golpe Execução Aurora do Cisne.

Combateu
Camus de Aquário, Shiryu de Dragão e Hyoga de Cisne
Venceu
Camus de Aquário, Shiryu de Dragão
Derrotado por
Hyoga de Cisne
| Personagem                    | Dublagem BRA Gota Mágica 1994 | Dublagem BRA DuBrasil 2006 |
| ----------------------------- | ----------------------------- | -------------------------- |
| Saori Kido/Deusa Atena        | Letícia Quinto                | Letícia Quinto             |
| Seiya de Pégaso               | Hermes Baroli                 | Hermes Baroli              |
| Shiryu de Dragão              | Élcio Sodré                   | Élcio Sodré                |
| Hyoga de Cisne                | Francisco Brêtas              | Francisco Brêtas           |
| Shun de Andrômeda             | Ulisses Bezerra               | Ulisses Bezerra            |
| Ikki de Fênix                 | Leonardo Camilo               | Leonardo Camilo            |
| Abel, o Deus do Sol           | Dráusio de Oliveira           | Dráusio de Oliveira        |
| Atlas de Carina               | Luiz Antônio Lobue            | Armando Tiraboschi         |
| Jaô de Lince                  | Cassius Romero                | Cassius Romero             |
| Berengue de Coma de Berenices | Sérgio Moreno                 | Sérgio Moreno              |
| Saga de Gêmeos                | Gilberto Baroli               | Gilberto Baroli            |
| Máscara da Morte de Câncer    | Paulo Celestino               | Paulo Celestino            |
| Shura de Capricórnio          | Fábio Moura                   | Fábio Moura                |
| Camus de Aquário              | Valter Santos                 | Valter Santos              |
| Afrodite de Peixes            | Ézio Ramos                    | Tatá Guarnieri             |
| Narrador                      | Jorgeh Ramos                  | Gilberto Rocha Jr.         |

## Local de Combate
A Morada do Sol, o templo do deus Abel, fica localizada no topo do Monte da Dignidade (Dignity Hill). É um lugar sagrado e proibido dentro do Santuário. Além disso existem inúmeras ruínas de templos rodeando a morada do Sol, onde reside o deus Abel. Tais templos representam os inúmeros planetas que ficam em volta do Sol.

## Trilha sonora
- Quem canta a música de encerramento do filme (You are my reason to be) é o cantor americano Oren Waters em conjunto com a cantora japonesa Hitomi Toyama.
- A música de encerramento do filme (You are my reason to be) só tem um trecho em japonês, o resto da música é totalmente em inglês.
- Um dos maiores sucessos do filme é a sua música de encerramento. You are my reason to be ganhou o prêmio de melhor tema de enceramento de filme de animação japonesa em 1988.